# تراموا بلکپول
تراموا بلکپول (انگلیسی: Blackpool Tramway) سیستم تراموا در بلکپول، انگلستان است.
این تراموا که در سال ۱۸۸۵ تأسیس شده دارای ۱ خط، ۳۸ ایستگاه و ۱۷٫۷ کیلومتر طول می‌باشد.

## نگارخانه

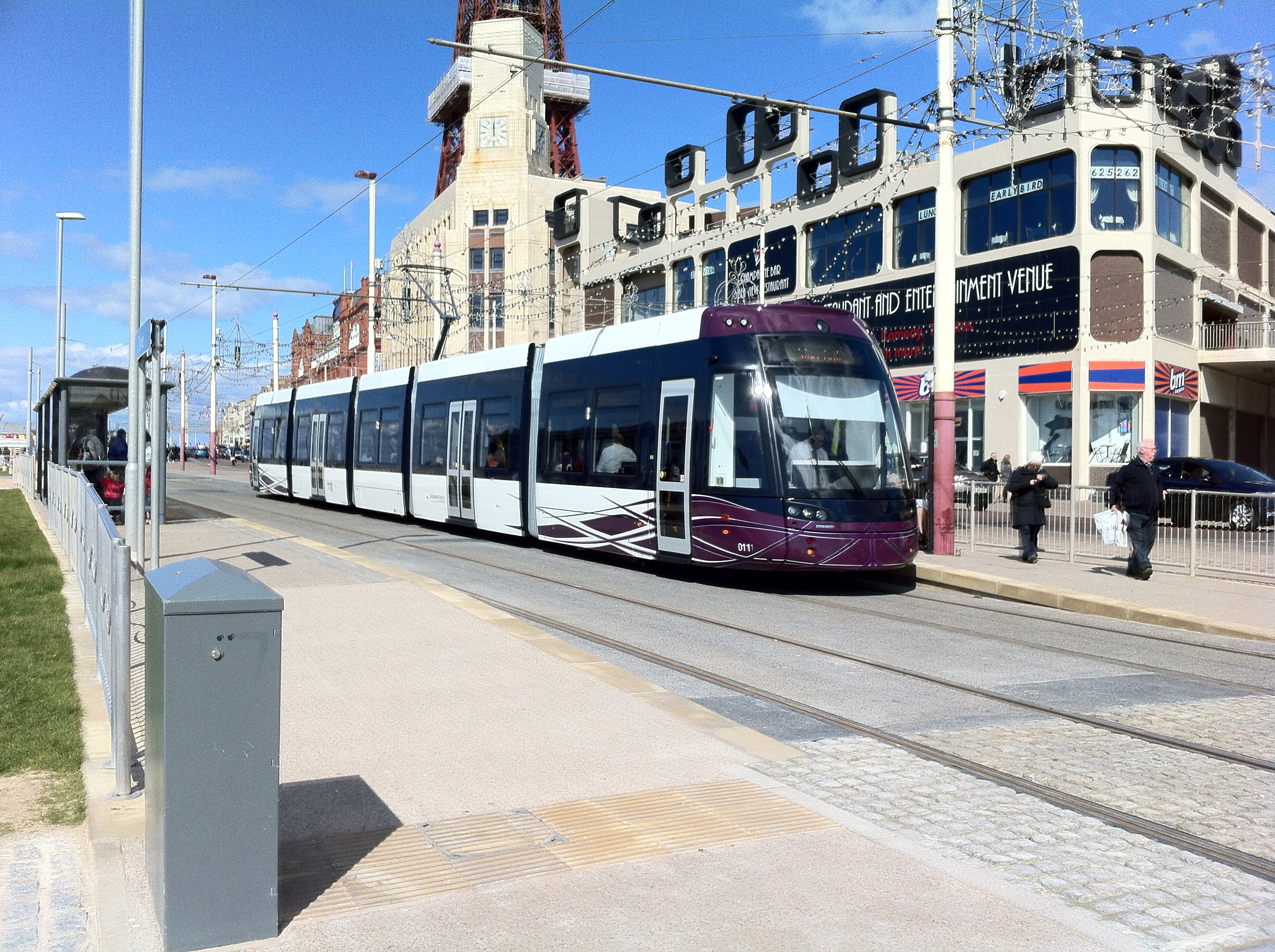
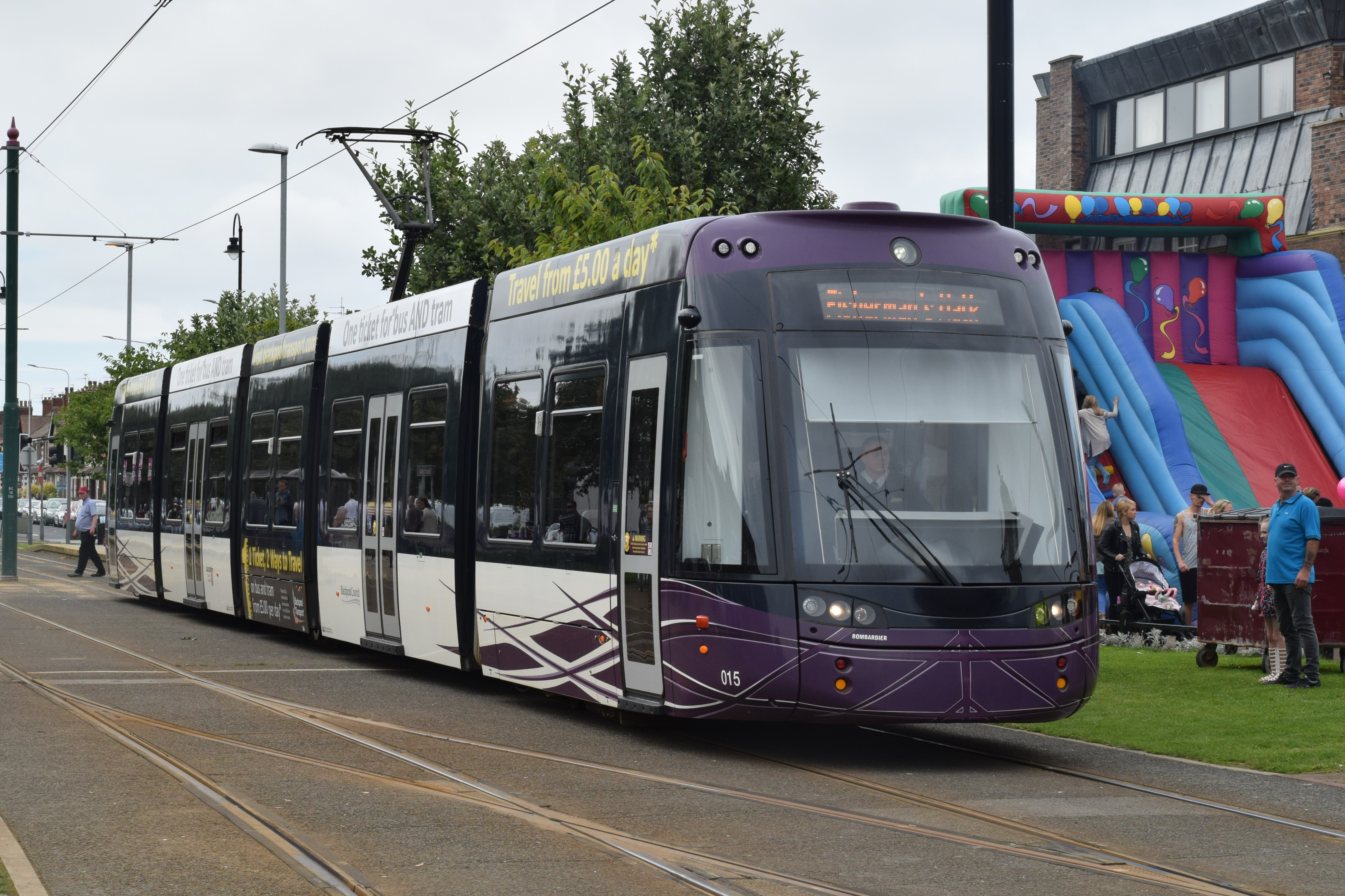